# Ủy ban Công tác đại biểu của Quốc hội (Việt Nam)
Ủy ban Công tác đại biểu Quốc hội là một trong những ủy ban của Quốc hội Việt Nam, phụ trách các vấn đề về công tác đại biểu, tổ chức bộ máy và nhân sự. Ủy ban này trước đây vốn là Ban Công tác đại biểu, một cơ quan chuyên trách thuộc Uỷ ban Thường vụ Quốc hội; tuy nhiên sau đợt kiện toàn bộ máy chính trị tại Kỳ họp bất thường thứ 9 của Quốc hội khóa 15, cơ quan này đã được nâng lên thành Ủy ban Công tác đại biểu của Quốc hội.

## Nhiệm vụ và quyền hạn
1. Đối với bầu cử đại biểu Quốc hội: Ban công tác đại biểu phối hợp với cơ quan, tổ chức hữu quan giúp Uỷ ban thường vụ Quốc hội thành lập Hội đồng bầu cử, ấn định, công bố ngày bầu cử, số đơn vị bầu cử, danh sách các đơn vị bầu cử, số đại biểu Quốc hội được bầu ở mỗi đơn vị bầu cử; phối hợp với Đoàn Chủ tịch Ủy ban Trung ương Mặt trận Tổ quốc Việt Nam quy định cụ thể về việc hiệp thương, giới thiệu người ứng cử; dự kiến và điều chỉnh về cơ cấu, thành phần, số lượng đại biểu Quốc hội được bầu của cơ quan, tổ chức, đơn vị ở trung ương và địa phương; phân bổ người do các cơ quan trung ương giới thiệu về ứng cử ở địa phương; kiểm tra, giám sát việc bầu cử; xem xét khiếu nại, tố cáo về bầu cử; quyết định việc bầu cử bổ sung.
2. Đối với đại biểu Quốc hội và Đoàn đại biểu Quốc hội: Ban công tác đại biểu phối hợp với Văn phòng Quốc hội và các cơ quan, tổ chức hữu quan giúp Uỷ ban thường vụ Quốc hội, Chủ tịch Quốc hội hướng dẫn hoạt động của đại biểu Quốc hội và Đoàn đại biểu Quốc hội; giữ mối liên hệ với các đại biểu Quốc hội, quy định cụ thể về tổ chức và hoạt động của Văn phòng phục vụ Đoàn đại biểu Quốc hội và phân bổ kinh phí hoạt động của Đoàn đại biểu Quốc hội, quyết định việc chuyển sinh hoạt của đại biểu Quốc hội; tiếp nhận chất vấn của đại biểu Quốc hội trong thời gian giữa hai kỳ họp Quốc hội để chuyển đến cơ quan hoặc người bị chất vấn và quyết định thời hạn, hình thức trả lời chất vấn; phối hợp với Đoàn Thư ký kỳ họp chuẩn bị dự kiến danh sách những người có trách nhiệm trả lời chất vấn tại kỳ họp Quốc hội; theo dõi, tổng hợp và đôn đốc việc thực hiện lời hứa đối với chất vấn của đại biểu Quốc hội của người đứng đầu các cơ quan nhà nước chịu trách nhiệm trước Quốc hội trong khi trả lời chất vấn; tổ chức việc trao đổi kinh nghiệm, bồi dưỡng kiến thức, kỹ năng hoạt động của đại biểu dân cử; phối hợp với các cơ quan, tổ chức hữu quan giúp Uỷ ban thường vụ Quốc hội xem xét các vấn đề liên quan đến việc bắt giam, khám xét, truy tố, cách chức, buộc thôi việc, tạm đình chỉ thực hiện nhiệm vụ, quyền hạn đối với đại biểu Quốc hội; xem xét, xử lý khiếu nại, tố cáo liên quan đến đại biểu Quốc hội; giúp Uỷ ban thường vụ Quốc hội về trình tự, thủ tục trình Quốc hội miễn nhiệm, bãi nhiệm hoặc cho thôi làm nhiệm vụ đại biểu Quốc hội.
3. Về chế độ, chính sách đối với đại biểu Quốc hội và cán bộ thuộc thẩm quyền quản lý của Ủy ban thường vụ Quốc hội: Ban công tác đại biểu phối hợp với Văn phòng Quốc hội và các cơ quan hữu quan trong việc chuẩn bị các văn bản về lương và các chế độ khác của đại biểu Quốc hội chuyên trách trình Uỷ ban thường vụ Quốc hội ban hành; giúp Uỷ ban thường vụ Quốc hội, Chủ tịch Quốc hội tổ chức thực hiện các chế độ, chính sách đối với đại biểu Quốc hội và cán bộ thuộc thẩm quyền quản lý của Ủy ban thường vụ Quốc hội.
4. Đối với công tác nhân sự: Ban công tác đại biểu giúp Uỷ ban thường vụ Quốc hội làm đầu mối phối hợp với Chủ tịch Hội đồng dân tộc, Chủ nhiệm các Uỷ ban, Chủ nhiệm Văn phòng Quốc hội và Trưởng các Ban của Ủy ban thường vụ Quốc hội trong việc đề xuất với Ủy ban thường vụ Quốc hội, Chủ tịch Quốc hội về kế hoạch quy hoạch nguồn nhân sự cho các cơ quan của Quốc hội và đại biểu Quốc hội chuyên trách theo phân cấp quản lý cán bộ; giúp Uỷ ban thẩm tra tư cách đại biểu Quốc hội thẩm tra tư cách đại biểu Quốc hội của những người trúng cử; phối hợp với các cơ quan, tổ chức hữu quan có thẩm quyền ở trung ương và địa phương giúp Ủy ban thường vụ Quốc hội theo dõi, đánh giá hiệu quả hoạt động của đại biểu Quốc hội chuyên trách; giúp Ủy ban thường vụ Quốc hội về trình tự, thủ tục trong việc bổ nhiệm, điều động, cách chức cán bộ thuộc thẩm quyền của Ủy ban thường vụ Quốc hội; tổ chức quản lý hồ sơ và các tài liệu liên quan đến đại biểu Quốc hội và cán bộ thuộc thẩm quyền quản lý của Ủy ban thường vụ Quốc hội theo phân cấp quản lý cán bộ.
5. Đối với công tác tổ chức bộ máy và nhân sự cấp cao: Ban công tác đại biểu giúp Uỷ ban thường vụ Quốc hội về trình tự, thủ tục trình Quốc hội phê chuẩn cơ cấu tổ chức bộ máy nhà nước; trình tự, thủ tục bầu, phê chuẩn, miễn nhiệm, bãi nhiệm, bỏ phiếu tín nhiệm đối với các chức danh do Quốc hội bầu hoặc phê chuẩn; tiếp nhận kiến nghị của đại biểu Quốc hội, của Hội đồng dân tộc, Uỷ ban của Quốc hội về việc bỏ phiếu tín nhiệm đối với người giữ chức vụ do Quốc hội bầu hoặc phê chuẩn, phê chuẩn kết quả bầu Trưởng đoàn, Phó Trưởng Đoàn đại biểu Quốc hội; giúp Ủy ban thường vụ Quốc hội về trình tự, thủ tục trong việc thành lập, giải thể các cơ quan thuộc thẩm quyền quyết định của Ủy ban thường vụ Quốc hội.
6. Đối với hoạt động của Hội đồng nhân dân: Ban công tác đại biểu phối hợp với các cơ quan, tổ chức hữu quan giúp Ủy ban thường vụ Quốc hội trong việc ấn định, công bố ngày bầu cử đại biểu Hội đồng nhân dân các cấp, giám sát việc bầu cử đại biểu Hội đồng nhân dân các cấp, quyết định hủy bỏ cuộc bầu cử đại biểu Hội đồng nhân dân ở đơn vị bầu cử có vi phạm pháp luật nghiêm trọng và quyết định ngày bầu cử lại ở đơn vị bầu cử đó, quyết định việc bầu cử bổ sung và công bố ngày bầu cử bổ sung đại biểu Hội đồng nhân dân cấp tỉnh, giám sát, hướng dẫn hoạt động của Hội đồng nhân dân; phê chuẩn kết quả bầu các chức danh Thường trực Hội đồng nhân dân cấp tỉnh, giúp Ủy ban thường vụ Quốc hội về trình tự, thủ tục xem xét, quyết định giải tán Hội đồng nhân dân cấp tỉnh trong trường hợp Hội đồng nhân dân đó làm thiệt hại nghiêm trọng đến lới ích của nhân dân, phê chuẩn Nghị quyết của Hội đồng nhân dân cấp tỉnh về việc giải tán Hội đồng nhân dân cấp dưới trực tiếp, quy định chế độ, sinh hoạt phí của đại biểu Hội đồng nhân dân; gửi những tài liệu cần thiết cho Thường trực Hội đồng nhân dân cấp tỉnh, giữ mối liên hệ với Thường trực Hội đồng nhân dân cấp tỉnh, tổ chức Hội nghị về hoạt động Hội đồng nhân dân.
7. Đối với hoạt động giám sát: Ban công tác đại biểu kiến nghị với Uỷ ban thường vụ Quốc hội về chương trình giám sát của Quốc hội, chương trình giám sát của Uỷ ban thường vụ Quốc hội; đề nghị thành lập đoàn giám sát, đoàn công tác của Uỷ ban thường vụ Quốc hội về địa phương xem xét các vấn đề mà đại biểu Quốc hội, Đoàn đại biểu Quốc hội kiến nghị.
8. Thực hiện những nhiệm vụ khác do Uỷ ban thường vụ Quốc hội, Chủ tịch Quốc hội giao.

## Lãnh đạo Ủy ban khóa XV

### Khóa XV
Trưởng ban
- Nguyễn Thị Thanh (đến 6.2024)
- Nguyễn Thanh Hải (đến 2.2025)[3]

Chủ nhiệm
- Nguyễn Thanh Hải (từ 2.2025)

Phó Chủ nhiệm 
- Đặng Ngọc Huy
- Nguyễn Tuấn Anh
- Tạ Thị Yên
- Nguyễn Đại Thắng [5]

## Lãnh đạo Ban qua các nhiệm kỳ

### Khóa XIV
Trưởng ban
- Nguyễn Thị Thanh, từ 4.2021[6]
- Trần Văn Túy, đến 4.2021[7]

Phó Trưởng ban
- Nguyễn Thị Thanh, từ 4.2020–4.2021
- Nguyễn Tuấn Anh
- Đặng Xuân Phương

## Trung tâm Bồi dưỡng đại biểu dân cử
Trung tâm Bồi dưỡng đại biểu dân cử (TCER) là đơn vị cấp vụ thuộc Văn phòng Quốc hội, có chức năng nghiên cứu, tham mưu, tổ chức phục vụ Ủy ban Công tác đại biểu trong việc giúp Uỷ ban thường vụ Quốc hội về công tác trao đổi kinh nghiệm, bồi dưỡng kiến thức, kỹ năng cho đại biểu dân cử.
Thành lập từ năm 2004 theo Quyết định số 514/QĐ/VPQH ngày 10 tháng 11 năm 2004 của Chủ nhiệm Văn phòng Quốc hội, Trung tâm Bồi dưỡng đại biểu dân cử có vị trí là đơn vị cấp phòng, đảm trách nhiệm vụ giúp lãnh đạo Văn phòng Quốc hội điều phối và tổ chức thực hiện các hoạt động bồi dưỡng, tập huấn cho đại biểu dân cử. Để tạo điều kiện thuận lợi cho Trung tâm Bồi dưỡng đại biểu dân cử thực hiện tốt các nhiệm vụ của mình, ngày 03/3/2008 Ủy ban Thường vụ Quốc hội đã ra Nghị quyết 591/2008/NQ-UBTVQH12 về việc nâng cấp Trung tâm từ đơn vị cấp Phòng thành đơn vị cấp Vụ và chuyển từ đơn vị thuộc khối phục vụ chung của Văn phòng Quốc hội thành đơn vị chuyên môn trực tiếp giúp việc cho Ban Công tác đại biểu.
Nhằm đảm bảo cho Trung tâm hoạt động một cách chuyên nghiệp, khoa học và hiệu quả, đội ngũ chuyên viên của Trung tâm được phân công thực hiện nhiệm vụ theo 02 nhóm:
+ Nhóm Nghiệp vụ: xây dựng và phát triển các chương trình bồi dưỡng; tổ chức các hội nghị tập huấn, bồi dưỡng đại biểu dân cử; duy trì, phát triển mạng lưới báo cáo viên; đánh giá chất lượng bồi dưỡng và thực hiện các nhiệm vụ khác về nghiệp vụ bồi dưỡng;
+ Nhóm Thông tin, hợp tác: đảm nhiệm việc duy trì, phát triển Website của Trung tâm; quản lý nguồn tri thức bồi dưỡng đại biểu dân cử; biên soạn, in ấn, phát hành sách, ấn phẩm bồi dưỡng đại biểu dân cử; thực hiện các hoạt động hợp tác quốc tế theo sự phân công của lãnh đạo Trung tâm.